# 戦前の少年犯罪
『戦前の少年犯罪』（せんぜんのしょうねんはんざい）は、ウェブサイト「少年犯罪データベース」主宰の管賀江留郎による著書。

## 概要
2007年10月に築地書館より刊行される。社会運動家の森田ゆりが、執筆者の管賀江留郎を築地書館に紹介したという。当初からインターネット上で話題となり、新宿の紀伊國屋書店が同日に刊行された赤木智弘の著書『若者を見殺しにする国』（ISBN 978-4-902465-12-9）と特集を組んだことなどから、この種の書籍としては異例の売れ行きとなった。
同書は一次資料である新聞記事や裁判記録を用い、世間に広まる俗説に反して昭和初期には凶悪な少年犯罪が頻発していたことを例証している。また当時は未成年者が殺人事件を起こしても、地方版の新聞に小さな記事が掲載される程度の扱いであったことも明らかにしている。同書のあとがき（290-294頁）では、「虚構と現実を混同してしまっている人たちが、新聞やテレビニュースを通じて過去についてまったくの妄想を語り、それを信じた人がまた妄想を増幅」させているとした上で、「正しい情報の流れを生み出すために本書がなにがしかの一助になれば幸い」であるとしている。
当初の構想では事件データのみを列挙しようとていたが、最終的には少年犯罪という観点から終戦に至るまでの昭和史を考察した類例のない本になったという。そして「この程度のことさえ知らないような人々が偉そうに日本について語ったりしている現状に」驚いて欲しいのであり、特にインターネットを利用しない「現実と虚構を混同しているような方」に薦めて欲しいとしている。

## 評価
ノンフィクション作家の吉田司は中日新聞の書評において、二・二六事件の磯部浅一を「陸軍ニート」とし、事件を戦前最大の「老人殺しのニート犯罪」と分析した著者の「シニカルでお茶目な論理展開」が文中の白眉であるとしている。また「拝金主義（金銭の物神性）が異常亢進した時」に犯罪が発生するという「資本主義の要諦」を「想い出させて」くれると述べている。
2007年12月23日放送の「たかじんのそこまで言って委員会」では、評論家の宮崎哲弥と一水会最高顧問の鈴木邦男により本書が紹介されている。宮崎は『週刊文春』2007年11月15日号において「画期的な書物」と評価しており、また鈴木は著書において「『最近、少年犯罪が多くなった』という人々は、これ一冊で、論破されてしまう」としている。
精神科医の香山リカは朝日新聞の書評において、「著者の憤りはよくわかるのだが、戦前の子どもは『簡単に人を殺し』、現代の子どもは『ほんとにおとなしくなった』とまで言うのもやや断定的すぎるのではないか」とした上で、「人々の不安は高まる一方、というところにこそ子どもをめぐる最近の問題の本質があるのでは」と述べている。後者の見解について管賀江留郎は、「正しい情報を伝えれば大多数のまともな学力を持った人は理解」できるのだから、残りの「妄想に捕らわれてる人」をマスメディアや研究機関から排除するだけで良いと答えている。
ジャーナリストの斎藤貴男は『サンデー毎日』2008年1月27日号の書評において、情報量が少ない時代の新聞記事をひたすら読み進めた労作と評価している。
読売新聞の書評では「示される陰惨な事件の数々は確かに現代の『常識』を揺るがす」としている。また『週刊東洋経済』の書評では「世にはびこる常識論を打ち破る刮目すべき書」としている。共産党の機関紙『しんぶん赤旗』の書評では「著者の労作」と評価する一方、「『貧困ゆえの犯罪』は、戦前は意図的に無視されたり、当たり前すぎで報道に値しないと見みなされた可能性」もあるとした上で、「活字化されたものだから真実だとは言い切れない時代性への批判的検証にもう少し踏み込むとさらに興味深い」としている。

## 正誤
- 30頁の谷口富士郎事件において老婆が殺された日を6月27日としているが、これは遺体の発見された日であり実際に殺害されたのは12日である。また31頁において弟殺害に用いられた凶器を「彫刻用カナヅチ」としているが、正しくはナタとされる[14]。
- 45頁に「平成一七（二〇〇五）年には親殺しが一二八件発生」とあるが、正確には連れ子が（養子縁組の関係にない）親の再婚相手を殺害した4件を除いて124件である[15]。
- 巻末資料28頁にある「少年人口(10～19歳)10万人当たりの少年刑法犯比率」のうち2005年の数値が誤っており、正しくは以下の通りである[16]。

| 西暦 | 年次     | 殺人 | 強姦 | 放火 | 強盗 | 窃盗   | 傷害  | 詐欺 | 横領   | 賭博 | 猥褻 | その他 | 総数    |
| ---- | -------- | ---- | ---- | ---- | ---- | ------ | ----- | ---- | ------ | ---- | ---- | ------ | ------- |
| 2005 | 平成17年 | 0.58 | 1.21 | 1.94 | 9.28 | 668.96 | 54.65 | 8.41 | 283.21 | 0.21 | 3.74 |        | 1142.25 |

- 巻末資料30-33頁の参考文献一覧において『大審院刑事判例集』が抜けている[6]。
- その他、増刷の際に修正された細部の点は以下の通り[6]。
  - 32頁の「なにせ、ウサギを生きたまま皮を剥いだりする」とすべき所において、抜けていた「なにせ、」を補う。
  - 38頁の「五年も六年も在籍するのは」とすべき所において、抜けていた二つ目の「も」を補う。
  - 前述した統計（巻末資料28頁）の表題にあった不要な句点を削除。
  - ほかに一部の不穏当な表現（2頁「ビシバシ人を殺して」、5頁「クソガキのマイ刃物」）も修正されている。